# EN 1888
EN 1888 (EN 1888:2003),  EF-Kommissionens forordning nr. 1888/2003 af 27. oktober 2003.
Forordningen omhandler sikkerhedskrav og testmetoder, som anvendes til  rullende børnekøretøjer blandt andet barnevogne, klapvogne, babyjoggere  etc.
I Danmark udføres afprøvninger af relevante komponenter af forbrugerlaboratoriet.
| EU | Spire Denne artikel om EU er en spire som bør udbygges. Du er velkommen til at hjælpe Wikipedia ved at udvide den. |